# Farouk Kobba Abdennabi
Mohamed Farouk Kobba Abdennabi, född 8 juli 1945, är en tunisisk-svensk ekonom och auktoriserad translator.

## Biografi
Kobba är född i Tunisien men kom till Sverige på 1960-talet som ung student. Han disputerade 1986 i nationalekonomi med avhandlingen Foreign investment export promotion and economic development : a study of macroeconomic effects of free zone manufacturing in Tunisia 1973-81. Åren därefter arbetade han som ekonomisk expert åt Arabförbundet i Tunis, och han har därefter varit verksam i Sverige som universitetslärare, forskare och konsult.
Han har varit engagerad inom kommunalpolitiken i Solna. Han satt under perioden 1998–2010 i bland annat kommunfullmäktige, kommunstyrelsen, stadsbyggnadsnämnden samt i det kommunala bostadsbolagets styrelse. Kort före valet 2014 publicerade han boken Nya Moderaterna inifrån – En berättelse från Solna. I boken ger Kobba sin bild av dolda beslutsprocesser och den brist på demokrati som han menar sig ha observerat inom Moderaterna på kommunal nivå i Solna.
Kobba har varit verksam som översättare mellan arabiska och svenska för såväl poesi som ekonomiska utredningar. Han är auktoriserad translator för översättning mellan arabiska och svenska.

### Poesi (redaktör)
- (på arabiska) Qaṣāʼid min Tūnis wa-al-Suwīd. Solna: Nordaf Media. 1998. Libris xgj266n7v052rp84. ISBN 9197340413
- Kobba Abdennabi Farouk, red (1998) (på arabiska). Hamasāt min al-shimāl: mukhtārāt min al-shiʻr al-suwīdī (880-02al- Ṭabʻah al-ūlá). Solna: Nordaf Media. Libris 7799847. ISBN 9197340405

### Översättningar (urval)
- Edholm, Ann; Rehnberg Håkan, Essling Lena (1999) (på engelska). Meeting point Amman: Ann Edholm and Håkan Rehnberg. Översättning: Abdennabi Farouk Kobba, Britt Frank. Stockholm: Moderna museet, International programme. Libris 7602568. ISBN 9171005919
- Fadhila Chebbi. De geometriska trädgårdarna. Översättning: Britta Gröndahl, Farouk Kobba Abdennabi. Halva världens litteratur. – 1994: 3/4, s. 35, ISSN = 1102-5395. https://litteraturbanken.se/%C3%B6vers%C3%A4ttarlexikon/verk/24009
- Mahmoud Messadi. Berättelsen om det fruktlösa sökandet efter det osynliga: utdrag ur romanen Så berättade Abu Huvayra. Översättning: Britta Gröndahl, Farouk Kobba Abdennabi. Halva världens litteratur. – 1994: 3/4, s. 18-19, ISSN = 1102-5395. https://litteraturbanken.se/%C3%B6vers%C3%A4ttarlexikon/verk/38296